# Batis soror
Batis soror là một loài chim trong họ Platysteiridae.